# Jardin Maronites - Pressoir
Le jardin Maronites - Pressoir est un espace vert du 20e arrondissement de Paris, en France.

## Situation et accès
Le jardin est accessible par le 1, rue du Pressoir.
Il est desservi par la ligne 2 à la station Ménilmontant.

## Origine du nom
Il porte ce nom car il est bordé en partie par la rue du Pressoir et la rue des Maronites.

## Historique
Le jardin est créé en 1975.